# 주찬옥
주찬옥(朱賛鈺, 1958년 1월 19일 ~ )은 대한민국의 텔레비전 드라마 각본가이다. 1987년 MBC 베스트셀러극장 《매혹》으로 데뷔했다. 현재 중앙대학교 교수로 재직중이다.

## 학력
- 중앙대학교 문예창작학과 학사
- 중앙대학교 대학원 국어국문학과 문학석사[1]

## 생애
중앙대 문예창작학과를 나온 후 1980년 KBS 라디오국에서 구성작가로 활동하다 1982년 MBC 라디오국으로 옮겼다. 이후 1987년 MBC 베스트셀러극장 《매혹》을 통하여 드라마 작가로 데뷔 후 여러 편의 단막극을 썼는데 그 후 《원미동 사람들》의 각색을 맡으면서 미니시리즈도 쓰기 시작했다. 첫 작품인 《매혹》부터 황인뢰 연출가와 함께 많은 작품을 같이 했으며, 대부분 작품을 MBC 문화방송에서 활동을 했다.
하지만, 그 동안 같이 작업해 온 황인뢰 PD의 프리랜서 선언  등 여러 가지 사정 때문에 한동안 방황해 왔다가 2001년 아침연속극 《외출》로 집필활동을 재개했고 그 이후 한동안 SBS 위주로 활동하기도 했다.

## 집필 활동

### 텔레비전 드라마
| 연도      | 제목                                           | 방송사 | 유형     | 연출                 | 비고              |
| --------- | ---------------------------------------------- | ------ | -------- | -------------------- | ----------------- |
| 2014      | 운명처럼 널 사랑해                             | MBC    | 수목     | 이동윤 김희원        | 조진국과 공동집필 |
| 2011      | 남자를 믿었네                                  | MBC    | 일일     | 이은규 최은경        |                   |
| 2007      | 로비스트                                       | SBS    | 수목     | 이현직 부성철        | 최완규와 공동집필 |
| 2005      | 환생: 넥스트                                   | MBC    | 월화     | 연출 다수            | 작가 다수         |
| 2004      | 열정                                           | MBC    | 아침     | 한철수               |                   |
| 2003      | 베스트극장 - 절집 아이들                       | MBC    | 단막     | 배한천               |                   |
| 2001-2002 | 외출                                           | SBS    | 아침     | 이현직               |                   |
| 1998      | 수줍은 연인                                    | MBC    | 수목     | 최창욱 안판석        |                   |
| 1998      | 사랑                                           | MBC    | 월화     | 이진석               | 중도 하차         |
| 1995      | 누군들 축복을 원치 않으랴 - 제1화 강 건너 사랑 | MBC    | 특집     | 이은규               | [ 6 ]             |
| 1994      | 천국의 나그네                                  | MBC    | 아침     | 황인뢰               |                   |
| 1994      | 마흔 살에 얻은 행복                            | MBC    | 특집     | 정세호               | [ 7 ]             |
| 1993      | 베스트극장 - 서울 이야기 2                     | MBC    | 단막     | 황인뢰 장용우 정세호 |                   |
| 1993      | 베스트극장 - 서울 이야기 1                     | MBC    | 단막     | 황인뢰 최창욱 박종   |                   |
| 1992-1993 | 여자의 방                                      | MBC    | 수목     | 장두익               |                   |
| 1992      | 베스트극장 - 누군가를 사랑하려는 이유          | MBC    | 단막     | 황인뢰               |                   |
| 1991      | 고개숙인 남자                                  | MBC    | 주말     | 황인뢰               |                   |
| 1990      | 여자는 무엇으로 사는가                         | MBC    | 월화     | 황인뢰               |                   |
| 1990      | 사랑해 당신을                                  | MBC    | 아침     | 이은규               |                   |
| 1989      | 천사의 선택                                    | MBC    | 월화     | 황인뢰               |                   |
| 1989      | 스타 탄생                                      | MBC    | 일일     | 조중현               | 어린이 드라마     |
| 1989      | 초대받지 않은 여행                             | MBC    | 특집     | 이승렬               |                   |
| 1989      | 베스트셀러극장 - 실명기                        | MBC    | 단막     | 장두익               |                   |
| 1989      | 베스트셀러극장 - 말괄량이 길들이기             | MBC    | 단막     | 황인뢰               |                   |
| 1988-1989 | 푸른 계절                                      | MBC    | 주간단막 | 김종학               | 작가 다수         |
| 1988      | 베스트셀러극장 - 샴푸의 요정                   | MBC    | 단막     | 황인뢰               |                   |
| 1988      | 베스트셀러극장 - 미망인                        | MBC    | 단막     | 황인뢰               |                   |
| 1988      | 원미동 사람들                                  | MBC    | 월화     | 김지일               |                   |
| 1988      | 베스트셀러극장 - 제3의 사나이                  | MBC    | 단막     | 황인뢰               |                   |
| 1987      | 베스트셀러극장 - 희미한 옛사랑의 그림자        | MBC    | 단막     | 황인뢰               |                   |
| 1987      | 베스트셀러극장 - 피아노 살인                   | MBC    | 단막     | 황인뢰               |                   |
| 1987      | 베스트셀러극장 - 마의 사랑                     | MBC    | 단막     | 황인뢰               |                   |
| 1987-1988 | 푸른교실                                       | MBC    | 주간단막 | 이진석               | 작가 다수         |
| 1987      | 베스트셀러극장 - 매혹                          | MBC    | 단막     | 황인뢰               |                   |

### 영화
- 1997년 《패자부활전》 (각본)
- 1997년 《꽃을 든 남자》 (원안)
- 2007년 《바람 피기 좋은 날》 (각색)